# Kanton Rumigny
Der Kanton Rumigny war bis 2015 ein französischer Wahlkreis im Arrondissement Charleville-Mézières, im Département Ardennes und in der Region Champagne-Ardenne; sein Hauptort (frz.: chef-lieu) war Rumigny. Die landesweiten Änderungen in der Zusammensetzung der Kantone brachten im März 2015 seine Auflösung. Vertreter im Generalrat des Départements war zuletzt Patrick Demorgny.
Der Kanton Rumigny war 242,41 km² groß und hatte 4165 Einwohner (Stand: 2012).

## Gemeinden
| Gemeinde            | Einwohner (Stand: 2022) | Code postal | Code Insee |
| ------------------- | ----------------------- | ----------- | ---------- |
| Antheny             | 100                     | 08260       | 08015      |
| Aouste              | 202                     | 08290       | 08016      |
| Aubigny-les-Pothées | 306                     | 08150       | 08026      |
| Blanchefosse-et-Bay | 136                     | 08290       | 08069      |
| Bossus-lès-Rumigny  | 95                      | 08290       | 08073      |
| Cernion             | 54                      | 08260       | 08094      |
| Champlin            | 74                      | 08260       | 08100      |
| L’Échelle           | 133                     | 08150       | 08149      |
| Estrebay            | 86                      | 08260       | 08154      |
| La Férée            | 70                      | 08290       | 08167      |
| Flaignes-Havys      | 92                      | 08260       | 08169      |
| Le Fréty            | 61                      | 08290       | 08182      |
| Girondelle          | 157                     | 08260       | 08189      |
| Hannappes           | 134                     | 08290       | 08208      |
| Lépron-les-Vallées  | 65                      | 08150       | 08251      |
| Liart               | 596                     | 08290       | 08254      |
| Logny-Bogny         | 153                     | 08150       | 08257      |
| Marby               | 79                      | 08260       | 08273      |
| Marlemont           | 125                     | 08290       | 08277      |
| Prez                | 132                     | 08290       | 08344      |
| Rouvroy-sur-Audry   | 528                     | 08150       | 08370      |
| Rumigny             | 269                     | 08290       | 08373      |
| Vaux-Villaine       | 189                     | 08150       | 08468      |

## Bevölkerungsentwicklung
| 1962 | 1968 | 1975 | 1982 | 1990 | 1999 | 2012 |
| ---- | ---- | ---- | ---- | ---- | ---- | ---- |
| 4621 | 5109 | 4609 | 4543 | 4073 | 3894 | 4165 |